# Hugos rose
Hugos rose (Rosa xanthina forma hugonis) er en løvfældende busk med en tæt grenet og bred vækstform. Grenene er først stift oprette, men de bliver efterhånden buet overhængende. Formen anvendes i Danmark som haveplante og er sund og frodig. 

## Beskrivelse
Barken er først rødbrun med fine torne og børster. Senere bliver den brun med fine, flade torne. Gammel bark er grålig og opsprækkende. Knopperne er spredte, udspærrede, kegleformede og røde. 
Bladene er uligefinnede med små, elliptiske småblade. Bladranden er fint savtakket, oversiden er mørkegrøn, og undersiden er grågrøn. Høstfarven er brun eller rødbrun. Blomsterne er enkle, flade og lysegule. Frugterne er mørkerøde, lidt flade hyben.
Hugos rose leveres podet på grundstamme af mangeblomstret rose, hvad der giver et kraftigt og hårdført rodnet. Ligesom andre roser skaber den jordtræthed.
Højde x bredde og årlig tilvækst: 2 x 2 m (50 x 50 cm/år).

## Hjemsted
Denne Rose vokser langs skovkanter, i buskadser og på skråninger i 600-2300 m.o.h. i provinserne Gansu, qinghai, Shaanxi, Shanxi og Sichuan i Kina, hvor jorden er næringsrig og leret (löss). 
I amterne Ansai, Suide, Zichang og Zhidan i provinsen Shaanxi findes arten nær grænsen mellem løvfældende skov og græssteppe. Områderne ligger i 1.000-1.200 m højde, og jordbunden består af löss. Her findes arten i områder, hvor den oprindelige skov er fjernet, sammen med bl.a. havtorn, kinesisk træranke, Ostryopsis davidiana (en art af slægten Ostryopsis i Birke-familien), småbladet syren, Sophora davidii (en art af Pagodetræ-slægten), Spiraea hirsuta (en art af spiræa), Stipa bungeana (en art af fjergræs), tofarvet kløverbusk og Vitex negundo (en art af Kyskhedstræ-slægten)

## Systematik
Denne rose blev tidligere anset for at være en selvstændig art (Rosa hugonis), men den skal efter de nyeste undersøgelser klassificeres som en form af arten Rosa xanthina. Hugos rose afviger ved at have mere varmt gule blomster end arten.
| Portal | Portal:Botanik |

## Note
1. ↑  Ulrich Schmitt: Forest rehabilitation under Current Landuse Conditions in Northern Shaanxi, P.R. China. Ecological and Socioeconomic Perspectives Arkiveret 9. august 2008 hos  Wayback Machine (engelsk)
2. ↑  Klassificeringen er senest kontrolleret den 19. juni 1997 jf. GRIN: Rosa xanthina f. hugonis Arkiveret 15. oktober 2008 hos  Wayback Machine(engelsk)